# 大竹修造
大竹 修造（おおたけ しゅうぞう、1945年10月3日 - ）は、日本の俳優。大阪府出身。身長173cm、体重65kg、血液型はO型。

## 人物・略歴
東宝ニューフェイスに合格し、1965年にデビュー。
時代劇に多数出演。主な出演作品はABC『必殺シリーズ』、TBS『水戸黄門』、EX『暴れん坊将軍』など。
1985年の映画、『必殺! ブラウン館の怪物たち』の撮影で、竜役の京本政樹が右脚を骨折。必殺仕事人Vの撮影にも支障を来たすこととなり、第21話以降、竜の出演シーンは仕事料の分配と殺しの場面のみとなり、京本自らの嘆願により、大竹が代役で竜の全身シーンを演じた。

## 出演

### テレビドラマ
- あゝ忠臣蔵 第32話「恋の絵図面取り」（1969年11月8日、KTV / 東映）
- 水戸黄門（TBS / C.A.L）
  - 第3部
    - 第17話「二つに別れた黄門主従・堺」（1972年3月20日） - 六之助
    - 第24話「女海賊と偽黄門・平戸」（1972年5月8日） - 小松屋宗吉

  - 第6部 第6話「あかね雲 -山鹿-」（1975年5月5日） - 木下太吉
  - 第7部 第12話「忘れてしまった仇討ち・大館」（1976年8月9日） - 太市
  - 第8部
    - 第4話「黄門さまに似た男・沼津」（1977年8月8日） - 常八
    - 第23話「黄門さまは時の氏神 -大洲-」（1977年12月19日） - 清太郎

  - 第9部 第25話「黄門さまの天狗退治・館林」（1979年1月22日） - 信吉
  - 第10部 第25話「白いお髯の千里眼・八王子」（1980年2月4日） - 友吉
  - 第11部 第6話「奇祭・化け物まつりの対決・鶴岡」（1980年9月22日） - 与吉
  - 第12部 第20話「悲願叶えた糸車・峰山」（1982年1月11日） - 梅次郎
  - 第13部 第25話「消えた黄門様・延岡」（1983年4月4日） - 市助
  - 第15部
    - 第20話「謎が渦巻く陰謀の宿・米子」（1985年6月10日） - 加地守之助
    - 第28話「助さんは替え玉亭主・岐阜」（1985年8月5日） - 幸次郎

  - 第16部 第11話「浪速男のド根性 -大坂-」（1986年7月7日） - 左兵衛
  - 第17部
    - 第25話「狙われた二人の黄門様・大坂」（1988年2月15日）
    - 第26話「旅の終わりの波瀾万丈・大坂・江戸」（1988年2月22日） - 依田東馬

  - 第19部 - 酒井忠真
    - 第1話「水戸黄門・水戸」（1989年9月25日）
    - 第9話「野望を砕く薪能・鶴岡」（1989年11月20日）

  - 第20部 第6話「夢を叶えた夫婦花火 -吉田-」（1990年12月3日） - 辰吉
  - 第21部 第15話「拾った赤子は若君様 -大洲-」（1992年7月13日） - 加藤泰恒
  - 第22部 第15話「牢屋に入った黄門様・広島」（1993年8月23日） - 浅野綱長
  - 第23部 - 前田綱紀
    - 第1話「水戸黄門・水戸」（1994年8月1日）
    - 第11話「陰謀渦巻く加賀百万石・金沢」（1994年10月17日）

  - 第24部
    - 第22話「冤罪晴らす復讐の刃・敦賀」（1996年2月19日） - 小田晋之介
    - 第29話「兄を憎んだ弟の涙・鶴岡」（1996年4月15日） - 磯村新之助

  - 水戸黄門外伝 かげろう忍法帖 第1話（1995年5月22日） - 本多忠常
  - 第25部 第14話「飛猿が恋をした・岡山」（1997年3月31日） - 池田綱政
  - 第28部第16話「恐れ入ったか! お茶壺道中・草津」（2000年7月3日） - 本多隠岐守
  - 第30部 第7話「津軽と南部両藩公に物押す!・津軽」（2002年2月18日） - 南部行信
  - 第31部 第7話「格も迷惑意地っ張り母娘・宮」（2002年11月25日） - 松平定重
  - 第33部 第19話「殿が見初めた物売り娘・長岡」（2004年8月30日） - 淡路屋
  - 第34部 第2話「格さん不覚 消えた印籠-石巻-」(2005年2月7日)　- 井筒屋徳右衛門
  - 第35部 第18話「脱藩者は老公に瓜二つ- 佐伯-」(2006年2月20日)　- 宇津木与左衛門
  - 第42部 第1話「お前は助さん俺は格さん-江戸-」（2010年10月11日）- 阿部豊後守
- 紫頭巾事件帖 第23話「血を呼ぶ祝言」（1972年9月7日、12ch / 松竹） - 長一郎
- 刑事くん 第1部 第44話「愛はまぼろしか」（1972年、TBS / 東映） - 津山
- 必殺シリーズ（松竹、朝日放送）
  - 必殺仕置人
    - 第7話「閉じたまなこに深い渕」（1973年） - 東一郎

  - 必殺仕置屋稼業
    - 第17話「一筆啓上裏芸が見えた」（1975年） - 弥吉

  - 必殺仕業人 （1976年）
    - 第7話「あんたこの仇討どう思う」 - 生駒屋清三郎
    - 第18話「あんたこの手口どう思う」 - 飾り職人定吉
    - 第27話「あんたこの逆恨どう思う」 - 三蔵

  - 新・必殺仕置人（1977年）
    - 第3話「現金無用」 - 新兵衛
    - 第12話「親切無用」 - 鳴門屋利吉
    - 第29話「良縁無用」 - 仙吉

  - 新・必殺からくり人
    - 第3話「東海道五十三次殺し旅 -三島-」（1978年） - 清吉

  - 必殺商売人（1978年）
    - 第9話「非行の黒い館は蟻地獄」 - 秀之丞
    - 第22話「殺した奴をまた殺す」 - 義三

  - 必殺からくり人・富嶽百景殺し旅
    - 第4話「駿州片倉茶園ノ不二」（1978年） - 小松仙之助

  - 翔べ! 必殺うらごろし
    - 第9話「家具が暴れる恐怖の一夜」（1979年） - 茂作

  - 必殺仕事人
    - 第27話「死を賭けて虎の尾が踏めるのか?」（1979年）- 用人坂口
    - 第42話「隠し技暗闇とどめ刺し」（1980年） - 香山新次郎
    - 第78話「疾風技 浮世節無情斬り」（1980年） - 島中八郎太(八十助)

  - 新・必殺仕事人
    - 第13話「主水体を大切にする」（1981年7月31日） - 左平太
    - 第41話「主水 父親捜しする」（1982年3月19日） - 戸田

  - 必殺仕事人IV
    - 第23話「せん 遺言状を書く」（1984年） - 竜峰

  - 必殺仕切人
    - 第6話「もしも惚れ薬と眠り薬を間違えたら」（1984年） - 佐々木和馬

  - 必殺仕事人V
    - 第16話「主水、入院する」（1985年） - 仙之助

  - 必殺橋掛人
    - 第6話「本所の七不思議を探ります」（1985年） - 生田

  - 必殺剣劇人
    - 第3話「むふふ、バカめ!」（1987年） - 仁平次

  - 必殺仕事人・激突!
    - 第8話「新門辰五郎のまとい」（1991年） - 佐々木
    - 第20話「主水、京に上る」（1992年） - 横田勘十郎
- 大岡越前（TBS / C.A.L）
  - 第4部 第16話「父と娘」（1975年1月20日）
  - 第5部 第18話「長屋住いの御奉行様」（1978年6月5日） - 仙之助
  - 第6部 第24話「死体が歩いた長屋露地」（1982年8月16日） - 源太
  - 第8部 第1話「大岡越前」（1984年7月16日） - 弥之助 役
  - 第11部 第18話「殺しを招いた横恋慕」（1990年8月20日） - 河内屋孝太郎 役
  - 第12部 第14話「姫様の好物ふかし藷」（1992年1月20日） - 粂造 役
- NHK連続テレビ小説
  - おはようさん（1975年）
  - 都の風（1986年）
  - はっさい先生（1987年）
  - 芋たこなんきん（2006年） - 桑山九州男
  - だんだん（2008年） - 日下部雅之
- 銭形平次 （CX / 東映）
  - 第537話「秘密」（1976年） - 伊三郎
  - 第568話「ひとり心中」（1977年） - 清太郎
  - 第597話「謝り八州」（1977年） - 作蔵
  - 第678話「ドジな野郎の命がけ」（1979年） - 竜斎
  - 第697話「三味線慕情」（1979年） - 倉田屋孝太郎
  - 第735話「呪われた蔵の中」（1980年） - 茂吉
  - 第757話「見かえり坂慕情」（1981年） - 清次
  - 第781話「万七親子が夢見た女」（1981年） - 辰三
  - 第880話「花嫁殺人事件」（1984年）
- 桃太郎侍 （日本テレビ・東映）
  - 第15話「花の乙女の夢が散る」（1977年） - 鉄造 役
  - 第101話「お毒味された悪だくみ」（1978年） - 佐吉 役
  - 第227話「身替り代は高すぎた」（1881年）
- 遠山の金さん 杉良太郎版 第91話「初恋に散った女」（1977年、NET/東映）-伊之助
- NHK大河ドラマ「黄金の日日」 第50話「関ヶ原」（1978年） - 大和屋
- 江戸の激斗 第8話「宿場の対決」（1979年、フジテレビ・東宝） - 友吉
- 暴れん坊将軍シリーズ（テレビ朝日 / 東映）
  - 吉宗評判記 暴れん坊将軍
    - 第92話「乾盃! 藪医者」（1979年） - 服部伊織
    - 第137話「江戸育ち女棟梁」（1980年） - 鹿野屋吉太郎
    - 第180話「説教しながら盗む男」（1981年） - 寺田勘兵衛

  - 暴れん坊将軍II
    - 第11話「花散る里の夢見鳥」（1983年） - 綾部松之丞
    - 第55話「お駒かなしや島帰り」（1984年） - 忠三郎
    - 第165話「新さんに再び悪女の深情け!」（1986年） - 次郎吉

  - 暴れん坊将軍III
    - 第14話「春の宴に舞う女」（1988年） - 四郎兵衛
    - 第27話「罠にかかった女」（1988年） - 富吉
    - 第44話「母の情けの舞扇」（1988年） - 山崎源十郎
    - 第98話「幼きいのち なみだ旅!」（1990年） - 島田弥太郎
    - 第122話「め組の半次郎、純情す!」（1990年） - 川野美作守

  - 暴れん坊将軍V
    - 第1話「大雪原の血煙り、吉宗を愛した復讐鬼!」（スペシャル）（1993年） - 大友勘解由
    - 第36話「争奪! 石田三成の密書」（1994年） - 暮坂主水

  - 暴れん坊将軍VI
    - 第8話「め組が運んだ涙の訴状」（1994年） - 相場権四郎
    - 第18話「母恋い人形、やじろべえ」（1995年） - 戸塚十蔵
    - 第37話「冷や飯剣法恋囃子」（1995年） - 角田弦之進

  - 暴れん坊将軍VII
    - 第7話「愛妻騎馬奉行」（1996年） - 間部和泉守

  - 暴れん坊将軍VIII
    - 第3話「居酒屋の女の告白」（1997年） - 笹尾藤九郎

  - 暴れん坊将軍IX
    - 第9話「疑惑の影 泣きぼくろの女」（1999年） - 西海屋喜平
    - 第23話「山茶花の誓い 再会した兄は別人!?」（1999年） - 大黒屋
    - 第36話「悪徳商法をつぶせ! 二人の父を持つ若女房」（1999年） - 久兵衛

  - 暴れん坊将軍X
    - 第14話「女髪結い床繁盛記 元結に隠された密書」（2000年） - 喜平

  - 暴れん坊将軍XI
    - 第3話「め組消滅の危機!」（2001年8月1日） - 奥州屋庄左衛門
- 大江戸捜査網
  - 第3シリーズ（テレビ東京 / 三船プロ）
    - 第515話「新太郎 出産騒動右ひだり」（1981年） - 太吉

  - 1991年度版　第8話「少女は見た!　蘇る地獄絵図の記憶」（1991年）
- 闇を斬れ 第7話「女色男色乱れ僧」（1981年、関西テレビ・松竹） - 大庭甚内
- 影の軍団II 第15話「黒衣に汚された恋」（1982年、KTV）- 中谷久蔵
- 赤かぶ検事奮戦記シリーズ（ABC）
  - 赤かぶ検事奮戦記II 第7話「死人に口あり」（1982年1月15日） - 石黒
  - 赤かぶ検事奮戦記III　第14話「羊水に浮かぶ億万長者」（1983年4月8日）
  - 赤かぶ検事奮戦記IV 第3話 「自首したキリスト」（1985年11月29日）
- 源九郎旅日記 葵の暴れん坊 （ANB / 東映）
  - 第19話「海峡に吼えた父娘鈴」（1982年9月11日） - 小笠原忠国
  - 第35話「荒海に哭く恋人形」（1983年1月15日） - 神保多門
- ザ・ハングマンII 第25話「連続麻薬殺人 ポルノ女優を救え」（1982年12月3日、ABC / 松竹芸能） - 建設省重役・村野秀一
- 太陽にほえろ! 第547回「ドックの恋愛術」（1983年3月11日、東宝 / 日本テレビ） - 中山武彦
- 部長刑事 第1287回「人間やめますか?」（1983年6月25日、ABC）
- 京都マル秘指令 ザ新選組 第4話 金閣寺を赤ペンキで塗りあげるぞ!（1984年、松竹・朝日放送）
- 都の風（1986年 - 1987年、NHK）
- 特捜最前線 第473話「原宿・ハウスマヌカン夢芝居!」（1986年、ANB / 東映）
- 江戸を斬る（TBS / C.A.L）
  - 江戸を斬るVII 第15話「火炎地獄の女」（1987年） - 辰次郎
  - 江戸を斬るVIII 第14話「女を狙う吸血剣」（1994年） - 三宅佑之進
- 若大将天下ご免! 第17話「女ねずみ闇に跳ぶ!」（1987年、テレビ朝日・東映） - 朝吉
- 火曜サスペンス劇場
  - 「花園の迷宮」（1988年、日本テレビ・東映）
  - 女弁護士・高林鮎子4 「信州飯田線・殺意の天竜峡」（1988年8月30日、NTV / 東映）
- 月影兵庫あばれ旅 第2シリーズ 第11話「殺しの千里眼!」（1990年、TX / 松竹） - 惣吉
- 名奉行 遠山の金さん 第3シリーズ 第10話「お目付桜の子守歌」（1990年、ANB / 東映） - 丹波屋伊太郎
- 幕府お耳役檜十三郎 第3話「紫袱紗に包まれた謎」（1991年、TX / 松竹）
- ドラマ30 いのちの現場から（MBS）
  - 第1シリーズ 第7話（1992年） - 相沢
  - 第3シリーズ 第4話（1995年） - 塩崎武志
- 銭形平次（CX / 東映）
  - 第2シリーズ 第13話「油まみれの死体」（1992年） - 喜助
  - 第3シリーズ 第14話「死の花嫁衣裳」（1993年） - 伊兵衛
  - 第7シリーズ 第4話「残酷な遺言」（1998年） - 重造
- 付き馬屋おえん事件帳 第2シリーズ 第1話「吉原御法度破り!」（1993年、テレビ東京・松竹）
- 闇を斬る!大江戸犯科帳 第9話「闇奉行に罠をかけろ!」（1993年、日本テレビ・ユニオン映画） - 利吉
- 決闘鍵屋の辻　荒木又右衛門 ※高橋英樹主演（1993年、NTV） - 寅屋九兵衛
- 将軍の隠密!影十八 第4話「凶刃・女ひとりの仇討ち化粧」（1996年2月17日、ANB /　東映）
- 新春ワイド時代劇（テレビ東京）
  - 次郎長三国志（1991年） - 権次
  - 炎の奉行 大岡越前守（1997年） - 脇坂安照
  - 忠臣蔵 瑤泉院の陰謀（2007年） - 荒木十左衛門
  - 忠臣蔵〜その義その愛（2012年）
- 快刀!夢一座七変化 第8話「泣き虫代官、高笑い」（1997年1月16日、ANB / 東映） - 玉木蔵人
- 月曜ドラマスペシャル / 一色京太郎事件ノート6「京都火祭り鬼面殺人事件」（1997年12月22日、TBS） - 持田刑事
- 舞妓さんは名探偵! 第3話（1999年 テレビ朝日） - 春山
- 生存（2002年 NHK）
- 女と愛とミステリー 優雅な悪事 第2作「京都華道家元連続殺人事件・豪華パーティーに飾られた死体!」（2003年、TX＝BSジャパン） - 寺内
- 最後の忠臣蔵（2004年 NHK） - 細川綱利
- 土曜ワイド劇場 ラーメン刑事「龍」の殺人推理5 ラーメン刑事VS讃岐うどん（2005年） - 五島
- 大河ドラマが描かない坂本龍馬の真実（2010年6月、日本テレビ） - 山内容堂
- 妻は、くノ一 第4話「忍びの宿命」（2013年、NHK BSプレミアム）
- 時代劇SP大岡越前（2013年、NHK BSプレミアム・C.A.L） - 戸田山城守忠真 役
  - 大岡越前 第3シリーズ 第6話「源さん恋をする」（2016年）
- BS時代劇 / 妻は、くノ一（2013年4月、NHK BSプレミアム、松竹） - 南町奉行所与力
- 木曜時代劇 / 銀二貫 第3回「ふたつの道」（2014年、NHK BSプレミアム） - 甘味処
- 神谷玄次郎捕物控 第4回（2014年、NHK BSプレミアム）
- 雲霧仁左衛門 第3シリーズ 第8話「死闘の果て」（2017年、NHK BSプレミアム） - 戸田山城守忠真

### 映画
- 花のあらし（2017年）

### トーク・バラエティ
- 徹子の部屋（1988年、テレビ朝日）
- クイズ!脳ベルSHOW（2019年8月7日 - 8月8日、2020年6月4日 / BSフジ）

### オリジナルビデオ
- 必殺始末人II 乱れ咲く女役者の夢舞台（1997年） - 竜山

### 舞台
- 細川たかし＆中村美津子公演「遠山の金さんVS女ねずみ小僧」（2016年）
- 若獅子会プロデュース公演 おおさかバージョンVII「知覧へ」「殺陣を舞う 雪月花」（2025年公演予定）[3]